# 自然主义
自然主义（Naturalism）通常是指综合唯物主义和实用主义、不探究自然界中超自然因素的哲学立场，其理論基礎認為所有現象皆可用自然理由的概念解釋。自然主义不一定认为超自然现象和對於不存在之事物的假設就是荒谬，但是所有的现象和假设必须可以用相同的方法来研究，因此任何超自然事物要麼是不存在，要麼是不可知，再不然就是与自然现象或關於自然的假设没有本质上的区别。
任何限制于自然、物理、唯物方法和解释范围内的探索和调查手段，或者积累知识的过程，都可归入自然主义。
许多科学哲学家 用“方法自然主义”（又译“方法论自然主义”，“自然方法论”）和“科学自然主义”来指科学方法中被长久广为遵循的常规，即使用方法论假设可观察的自然现象只能由自然原因来解释，而不假设超自然能力是否存在，因此也不接受超自然的解释。与“存在论自然主义”或“形上學自然主義”相对，这些思想认为：自然界（包括整个宇宙）就是存在的全部，因此超自然事物是不存在的。
这以哲学方法差异是由支持科学和演化论的哲学家提出，他们在“创造论对演化论的争议”中反对创造论或智能设计论，把“方法论自然主义”称为“科学唯物主义”或者“方法论唯物主义”，与“形而上学自然主义”结合，进一步支持他们提出的“现代科学是无神论”的理念。与其相对的自然哲学手段则接受对自然现象的超自然解释，从而被称为“有神论科学”。

## 历史
哲学自然主义的观念和想法可以追溯到公元前4世纪愛奧尼亞的前苏格拉底哲学。其中一個是有「科學之父」美名的泰勒斯，他以經驗觀察及理性思維去解釋世界而非流行的希臘神話故事。這些具創建性的哲學家的實觀方法為自然主義提供了堅實的基礎。
在启蒙时期，包括培根和伏尔泰在内的哲学家，为把超自然从对自然界的探索中排除，提供了哲学思辩轮廓。后来的科学革命中，将科学研究中的神学包袱彻底清除，这个运动在现代生物学和地质学的发展过程中达到顶峰，拒绝任何来自广泛社会的宗教对科学的字面解释。
“方法自然主义”一词最近才出现。1983年，惠頓學院的哲学家Paul de Vries用“方法自然主义”来描述“对上帝不置一词的研究方法”，使之与“否认上帝存在”的“形而上学自然主义”区别开来。
埃德加·S·布赖特曼最早于1937年在The Philosophical Review一文中使用过“方法自然主义”一词，使之成为与一般“自然主义”相对比，但是这个概念直到最近才发展出来。

## 定义

### 方法论的自然主义与形而上学的自然主义
形而上学自然主义又称“哲学自然主义”或“存在论自然主义”，运用存在论的手法研究自然主义。存在论关注的是事物的存在性，所以这个观点通常视超自然为不存在，視为无神论。
相形之下，方法论自然主义是“对科学方法之内的哲学自然主义的接纳和假设，无论是否完全接受或相信，……科学不是形而上学的，并且也不依赖任何形而上学的终极真理，虽然科学确实具备形而上学的涵意，但是方法论自然主义是取得科学成果所必须的策略和工作前提。我们因此必须对自然主义的终极真理持不可知态度，然而仍探索自然犹如自然是存在的全部。”

### 与超自然哲学的关系
自然主义的定义排除了对超自然的探索。羅伯特·賓諾克认为， 超自然作用和能力“高于并超越自然的作用和能力”，“而且不受制于自然放法则”，对于超自然作用和能力没有逻辑限制，“如果我们能够用自然知识理解超自然力量，那么根据定义，这样的超自然力量就不是超自然的”。既然超自然对于我们是神秘的，就不可用科学模型来判断。“实验需要观察和控制可变因素……，但根据定义，我们不能控制超自然因素和能力。”允许科学借助不可测试的超自然力量，那么科学家的工作就太简单，也破坏了科学进步的法则，造成的影响犹如古希腊的剧作中，突然出现的天使引导陷入困境的英雄走出迷宫一样不可思议。
这类自然主义对超自然是否存在不置一词，因为根据定义，超自然超越于自然研究领域。其他科学哲学家接受部分超自然解释原则上可以测试的说法，但是根据过往的结果，其可能性甚微，因此不应在探索这类事物上浪费资源。无论如何，他们对超自然拒绝是出于实用的考虑，因此，一个人不可能同时成为方法自然主义者和存在超自然主义者。例如，一个自然科学家可以在其科学工作中遵循方法自然主义，他也可以信仰上帝（存在超自然主义），或者是无神论者中形上學自然主義者。这个立场不阻止从至今为止视为超自然的研究中获取知识，不过一旦现象可以被科学地检验和自然地解释，它就不再是超自然。

### 支持材料
科学方法的支持者将方法自然主义表达为“进行成功探索”的“有效且有力”的手段， （页面存档备份，存于） （页面存档备份，存于），而且是自然宇宙研究的本质 （页面存档备份，存于）。他们也把科学的历史看作是“从超自然主义到自然主义的进步过程”
 （页面存档备份，存于）。该观点的支持者把创造论看成是对理解自然的无效和反作用理论
 （页面存档备份，存于）。
这个课题在2005年的一场诉讼中得到了密切关注，美国联邦法院法官约翰·琼斯在判决书上写道“方法自然主义是今日科学的基本规则”。这一判决影响了后续有关是否在美国公立学校教授宗教的诉讼，更广泛意义而言，这个判决书设立了不偏不倚的判断方法，以解决方法自然主义的科学证据与超自然解释之间的争端。

## 自然主義知識論
威拉德·冯·奥曼·蒯因把自然主义描述为一种立场：不存在高于自然科学自身的真理仲裁者。没有比科学方法更好的办法来研究科学命题，不需要、也不存在如形而上学或科学哲学之类的基础哲学来规范科学或科学方法。
因此，哲学可以自由地应用科学发现，同时自由地批评无根据、迷惑或牛头不对马嘴的命题。这样一来，哲学便与科学贯通了。自然主义不是那种认为现代科学观点就是完全正确的教条。它确实维护的立场是：宇宙的过程有科学解释，而这些过程正是现代科学所致力了解的。

## 自然主义与精神哲学
自然主义是否应排除某些哲学领域，如语义学、伦理学、美学，或者从精神哲学中排除唯心主义的词汇（“相信”，“认为”），目前仍有一些争论。蒯因尽量回避这类话题，但一些近代思想家已经辩解过，即使唯心的描述和价值判断不能系统地转化为客观描述，也不需要预先假设除了物理现象之外别无其他存在。
唐納德·戴維森认为，一个人的精神状态可以（实际上，必须）对等于其头脑状态，即使某一给定的精神状态（唯物主义意义上）未必能系统地与某一给定头脑状态（一个特别的神经兴奋范式）对等：前者微弱地取决于后者。这句话的意思是说，自然主义可以对非物质语汇原封不动，只要对他们的用法给出自然主义的解释。McDowell在其论文中用“第二自然”一笔带过。

## 批評
關於自然主義的辯論是活躍和複雜的，因為這關係到科學的基礎，以及如何寬泛或嚴格地定義自然。

### 哲學
卡爾·波普爾將自然主義等同於科學理論中的歸納法。基於對歸納法的批評，他對此持否定態度，不過他接納這一推測手段。
毫無疑問，自然主義的方法論（有時稱作“科學的歸納理論”）有它的價值。……因此，我擯棄自然主義觀點。它是非批判性的。它的贊成者沒有注意到：凡是他們認為自己已經發現一個事實的時候，他們只不過提出了一種約定。因此這種約定易於變成一種教條。對自然主義觀點的這個批判，不僅適用于它的意義標準，而且也適用於它的科學觀念並且因而適用於它的經驗方法觀念。
波普爾建議用可證偽性（falsifiability）作為劃分科學命題的規範。
當代哲學家阿爾文·普蘭丁格抗辯，進化自然主義理論缺乏連貫。在 Science and Theology News一文中，他建議“科學”的概念應涵蓋如下行為：
1. 一個系統而有規律的方式來發現世界的真理
2. 具有重要的經驗主義手段。任何符合這些模糊條件的行為均為科學。

他的結論是，“若將超自然完全從科學領域排除，而且如果世界或者一些現象確有超自然因數（如世界上許多人所相信的），那麼就無法科學地認識這部分真理。”

#### “科學唯物主義”
“科學唯物主義”或“方法論唯物主義”都是方法自然主義（或曰“科學自然主義”）的另類說法，系指科學家共謀將唯物主義世界觀強加給大眾。
常常使用這些詞的是科學戒律批評家，如智慧設計論或創造論鼓吹者，他們以神學臆測自然中存在目的和意義，並且要求重新定義科學的概念，使對自然現象的超自然解釋能夠被包括在內。
這個詞是發現研究院在創造論與演化論的大爭論中引入的。然而這個詞也被後現代哲學家和社會科學家所使用，並已經逐漸成為哲學界與科學界對於科學本質主義與實證主義的否定。

### 中立观点
- Craig-Taylor辩论 （页面存档备份，存于）: 道德的基础是自然还是超自然？ William Lane Craig and Richard Taylor October 1993, Union College (Schenectady, New York)

### 支持
- naturalism.org
- 自然主义中心
- The Secular Web （页面存档备份，存于）
- Naturalism: 自然主义世界观 （页面存档备份，存于）

### 批评
- 天主教百科全书中的自然主义 （页面存档备份，存于）
- Alvin Plantinga.  (PDF). 1994. （原始内容 (PDF)存档于2009年9月30日）. (pdf)
- Victor Reppert's C. S. LEWIS'S DANGEROUS IDEA: In Defense of the Argument from Reason[永久]
- Philip Johnson's Evolution as Dogma: The Establishment of Naturalism （页面存档备份，存于） from First Things （页面存档备份，存于）